# 三浦雄也
三浦 雄也（みうら ゆうや、1989年4月2日 - ）は、愛知県東海市出身の元プロサッカー選手。現役時代のポジションはゴールキーパー。

## 来歴
中京大学附属中京高校から筑波大学に進学。4年時には蹴球部の主将も務めた。2010年に柏レイソル、2011年に清水エスパルスの練習に参加した。
2012年3月23日、リーグ開幕後に柏レイソルに入団。6月8日、練習中に右手第四中手骨骨折の怪我を負った。
同年8月15日、戦列に復帰後すぐに松本山雅FCへ期限付き移籍。ところが8月16日の練習中、またしても右膝前十字靭帯断裂など全治6ヶ月の大怪我を負った。結局、同年シーズンをもって期限付き移籍期間満了となり、柏とも契約を更新せず退団した。
2013年3月、清水エスパルスに完全移籍。2014年シーズン終了後、契約満了により退団。
2015年、V・ファーレン長崎に完全移籍。
2016年7月3日、J2第21節・徳島ヴォルティス戦で試合途中に負傷した大久保択生との交代によりJ2(リーグ戦)初出場。2017年限りで長崎を契約満了により退団し。シーズン終了後にはJリーグ合同トライアウトに出場したが、新たな移籍先を見つけずに現役を引退。

## 所属クラブ
ユース経歴
- 東海市サッカースクール（東海市立富木島小学校）
- 知多サッカークラブ（東海市立富木島中学校）
- 中京大学附属中京高等学校
- 筑波大学

プロ経歴
- 2012年3月 - 同年12月  柏レイソル
  - 2012年8月 - 同年12月  松本山雅FC（期限付き移籍）
- 2013年3月 - 2014年  清水エスパルス
- 2015年 - 2017年  V・ファーレン長崎

## 個人成績
| 国内大会個人成績 | 国内大会個人成績 | 国内大会個人成績 | 国内大会個人成績 | 国内大会個人成績 | 国内大会個人成績 | 国内大会個人成績 | 国内大会個人成績 | 国内大会個人成績 | 国内大会個人成績 | 国内大会個人成績 | 国内大会個人成績 |
| 年度             | クラブ           | 背番号           | リーグ           | リーグ戦         | リーグ戦         | リーグ杯         | リーグ杯         | オープン杯       | オープン杯       | 期間通算         | 期間通算         |
| 年度             | クラブ           | 背番号           | リーグ           | 出場             | 得点             | 出場             | 得点             | 出場             | 得点             | 出場             | 得点             |
| 日本             | 日本             | 日本             | 日本             | リーグ戦         | リーグ戦         | リーグ杯         | リーグ杯         | 天皇杯           | 天皇杯           | 期間通算         | 期間通算         |
| ---------------- | ---------------- | ---------------- | ---------------- | ---------------- | ---------------- | ---------------- | ---------------- | ---------------- | ---------------- | ---------------- | ---------------- |
| 2011             | 筑波大           | 1                | -                | -                | -                | -                | -                | 2                | 0                | 2                | 0                |
| 2012             | 柏               | 32               | J1               | 0                | 0                | 0                | 0                | -                | -                | 0                | 0                |
| 2012             | 松本             | 31               | J2               | 0                | 0                | -                | -                | 0                | 0                | 0                | 0                |
| 2013             | 清水             | 36               | J1               | 0                | 0                | 0                | 0                | 0                | 0                | 0                | 0                |
| 2014             | 清水             | 31               | J1               | 0                | 0                | 0                | 0                | 0                | 0                | 0                | 0                |
| 2015             | 長崎             | 31               | J2               | 0                | 0                | -                | -                | 1                | 0                | 1                | 0                |
| 2016             | 長崎             | 31               | J2               | 1                | 0                | -                | -                | 1                | 0                | 2                | 0                |
| 2017             | 長崎             | 31               | J2               | 0                | 0                | -                | -                | 1                | 0                | 1                | 0                |
| 通算             | 日本             | 日本             | J1               | 0                | 0                | 0                | 0                | 0                | 0                | 0                | 0                |
| 通算             | 日本             | 日本             | J2               | 1                | 0                | -                | -                | 3                | 0                | 4                | 0                |
| 通算             | 日本             | 日本             | 他               | -                | -                | -                | -                | 2                | 0                | 2                | 0                |
| 総通算           | 総通算           | 総通算           | 総通算           | 1                | 0                | 0                | 0                | 5                | 0                | 6                | 0                |

## 代表歴
- U-17日本代表[16]
- U-18日本代表候補[17]